# Chó hoang Tây Phi
Chó hoang Tây Phi (Lycaon pictus manguensis) là một phân loài của Chó hoang châu Phi có nguồn gốc từ Tây Phi. Nó được phân loại là loài cực kỳ nguy cấp của IUCN vì ước tính rằng chỉ còn có khoảng 70 cá thể trưởng thành trong tự nhiên.
Loài này trong quá khứ từng phân bố rộng rãi từ Tây sang Trung Phi, bao gồm khu vực từ Senegal đến Nigeria. Hiện này chỉ còn hai quần thể sống sót tại Vườn quốc gia Niokolo-Koba ở Senegal và Vườn quốc gia W ở ba quốc gia Niger, Benin và Burkina Faso.